# Tri-test
Il tri-test o triplo test è una metodica di screening prenatale che viene effettuata preferibilmente tra le 15 e la 18 settimane di gravidanza. Lo scopo di tale esame è quello di fornire una stima della probabilità che una donna ha di avere un figlio affetto da anomalie cromosomiche quali la trisomia 21 oppure difetti del tubo neurale.
Il tri test si basa sulla ricerca nel sangue materno di tre sostanze:
- alfa-fetoproteina (AFP)
- estriolo non coniugato
- gonadotropina corionica (hCG)

I risultati ottenuti dall'analisi di queste sostanze, valutati insieme ad altri parametri, quali il peso materno la condizione di fumatrice, espressi in multipli della mediana (MOM), vengono poi confrontati con valori di riferimento. Questi dati assieme all'età materna forniscono una probabilità o rischio ricalcolato che il feto sia affetto da una anomalia cromosomica. La sensibilità della metodica per la s. di Down è del 60%-70%.
Lo schermo triplo misura i livelli sierici di AFP, estriolo e β-hCG, con una sensibilità del 70% e una percentuale di falsi positivi del 5%. È integrato in alcune regioni degli Stati Uniti, come il quad test (con aggiunta dell'inibina A al pannello, con conseguente miglioramento del 81% di sensibilità e 5% di falsi positivi per rilevare la sindrome di Down se assunto a 15-18 settimane di età gestazionale) e altre tecniche di diagnosi prenatale, sebbene rimanga ampiamente utilizzato in Canada e in altri paesi. Un test sospetto indica un aumentato rischio di anomalie cromosomiche (e difetti del tubo neurale) e tali pazienti vengono quindi indirizzati a procedure più sensibili e specifiche per ricevere una diagnosi definitiva, spesso diagnosi prenatale tramite amniocentesi, sebbene l'opzione di screening più forte di cellule libere viene spesso offerto lo screening del DNA fetale (noto anche come screening prenatale non invasivo). In alcuni stati americani, come il Missouri, viene rimborsato solo il tri test e non altri test di screening potenzialmente più accurati, mentre la California offre il quad test a tutte le donne in gravidanza.

## Condizioni rilevate allo screening
L'anomalia più comune che il test può sottoporre a screening è la trisomia 21 (sindrome di Down). Oltre alla sindrome di Down, il triplo e il quadruplo test valutano il rischio di trisomia fetale 18 noto anche come sindrome di Edwards, difetti del tubo neurale aperto e possono anche rilevare un aumentato rischio di sindrome di Turner, morte fetale, sindrome di Smith-Lemli-Opitz e ittiosi legata al cromosoma X.

## Interpretazione
I livelli possono indicare un aumento del rischio per determinate condizioni o possono essere benigni:
| α-fetoproteina | Estriolo non coniugato | β-hCG | Condizioni associate |
| basso          | basso                  | alto  | sindrome di Down |
| basso          | basso                  | basso | trisomia 18 (sindrome di Edwards) |
| alto           | n/a                    | n/a   | difetti del tubo neurale (come la spina bifida che possono aver associato livelli aumentati di acetilcolinesterasi nel liquido amnionico), onfalocele, gastroschisi, gestazione multipla (come gemelli o terzine) o una sottovalutazione dell'età gestazionale. |

Un rischio stimato viene calcolato e adeguato in base all'età della futura madre, se è diabetica; se è incinta di gemelli o l'età gestazionale del feto. Peso ed etnia possono anche essere utilizzati negli aggiustamenti. Molti di questi fattori influenzano i livelli delle sostanze misurate e l'interpretazione dei risultati:
- all'aumentare del peso materno, il livello di alfa-fetoproteina diminuisce;
- le donne afro-americane hanno livelli di α-fetoproteina superiori del 10-15% rispetto a quelli delle donne caucasiche per ragioni sconosciute;
- le donne con diabete mellito insulino-dipendente presentano livelli di α-fetoproteina inferiori del 20% rispetto al resto della popolazione;
- la gestazione dei gemelli aumenta i livelli di α-fetoproteina perché ogni feto secerne il proprio AFP;
- una stima errata dell'età gestazionale è la causa più comune di livelli anomali di α-fetoproteina.

Il test è uno screening, non è utile per la diagnosi, e non ha quasi lo stesso potere predittivo dell'amniocentesi o del campionamento dei villi coriali. Il test di screening comporta tuttavia un rischio molto più basso per il feto e in combinazione con il rischio correlato all'età del paziente è utile aiutare a determinare la necessità di test più invasivi.

## Variazioni
Se vengono testati solo due degli ormoni sopra indicati, il test viene chiamato doppio test. Un quad test verifica un ulteriore ormone, l'inibizione. Inoltre, il triplo test può essere combinato con una misurazione ad ultrasuoni della traslucenza nucale.

### Doppio test
Vengono misurati β-hCG e PAPP-A liberi. Tuttavia, l'età materna, il peso, l'etnia ecc. Sono ancora inclusi. Nel Regno Unito il doppio test fa parte del test combinato per la diagnostica prenatale.

### Quad test
Un test di livelli di inibina A è talvolta aggiunto agli altri tre test, sotto il nome di "test quadruplo". È noto anche come "quad test", "quad screen" o "tetra screen". L'inibina A è alta nei casi di trisomia 21 e bassa nei casi di trisomia 18.
| Livelli inibina A | Condizioni associate               |
| Alta              | Trisomia 21( sindrome di Down )    |
| Bassa             | Trisomia 18 (sindrome di Edwards ) |
| Variabile         | Trisomia 13 (sindrome di Patau )   |